# G-Unit Records
G-Unit Records – wytwórnia specjalizująca się w muzyce hip-hop stworzona przez amerykańskiego rapera 50 Centa i jego managera, Sha Money XL’a. W sierpniu 2010 roku dystrybucja została poszerzona o wytwórnię EMI.

## Lista
| Muzyk/zespół    | Rok dołączenia | Wydane albumy |
| --------------- | -------------- | ------------- |
| G-Unit          | 2003           | 2             |
| Tony Yayo       | 2003           | 1             |
| Lloyd Banks     | 2003           | 3             |
| Spider Loc      | 2005           | –             |
| Hot Rod         | 2006           | –             |
| 40 Glocc        | 2006           | –             |
| Trav            | 2006           | –             |
| Nyce Da Future  | 2006           | –             |
| Slim da Mobster | 2008           | –             |
| Governor        | 2009           | –             |
| Beanie Sigel    | 2009           | –             |
| Kidd Kidd       | 2011           | –             |
| Shawty Lo       | 2011           | –             |
| Lil Kim         | 2011           | –             |
| Genasis.        | 2011           | –             |

| Muzyk/zespół | Rok dołączenia | Wydane albumy | Źródło |
| ------------ | -------------- | ------------- | ------ |
| Olivia       | 2004-2008      | –             | [ 5 ]  |
| Game         | 2004-2005      | 1             | [ 6 ]  |
| Mobb Deep    | 2005-2008      | 1             | [ 7 ]  |
| M.O.P.       | 2005-2008      | –             | [ 8 ]  |
| Lil Scrappy  | 2005-2009      | 1             | [ 9 ]  |
| Mazaradi Fox | 2007-2009      | –             | [ 10 ] |
| Young Buck   | 2003-2008      | 2             | [ 11 ] |